# Gelextraktion
Die Gelextraktion umfasst biochemische Methoden zur Isolierung von Biomolekülen wie DNA, RNA und Proteine aus Agarosegelen oder Polyacrylamidgelen.

## Prinzip

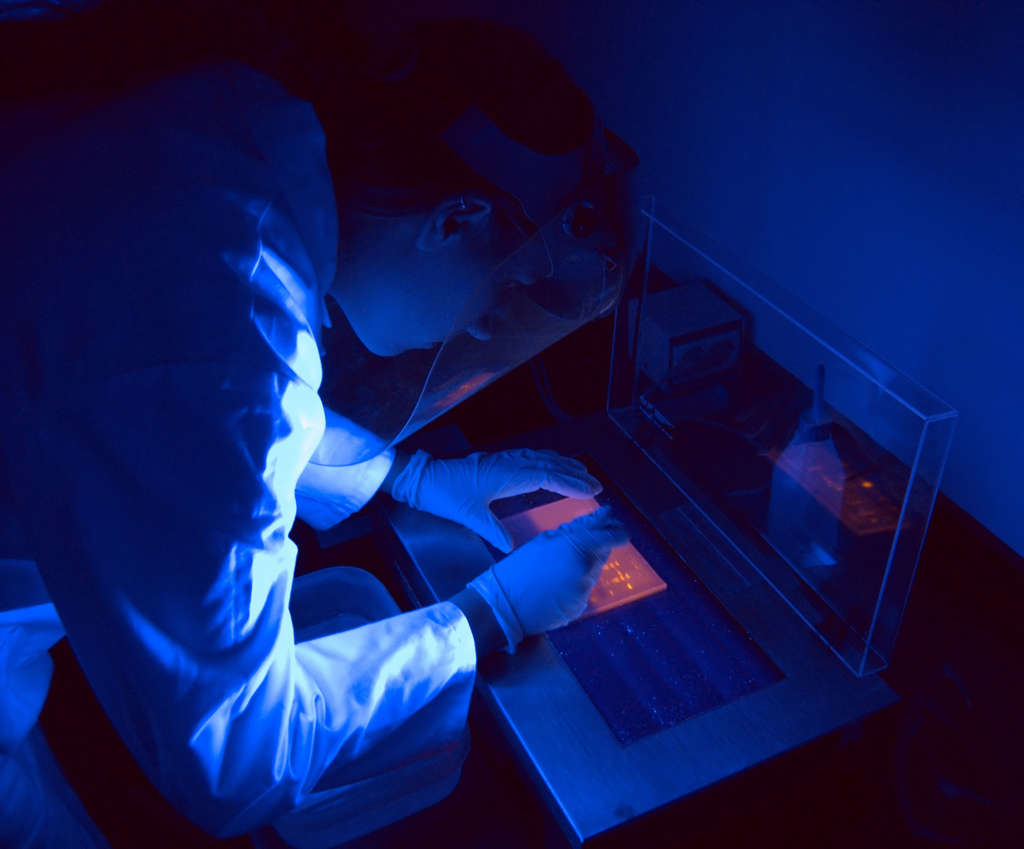
Agarosegel mit Ethidiumbromid auf einem UV-Transilluminator beim Ausschneiden

Das Gelstück mit der zu untersuchenden, gefärbten Bande wird per Skalpell oder Stanze aus dem Gel herausgeschnitten und mit einer der folgenden Methoden behandelt. Die Methoden lassen sich nach ihrem jeweiligen Trennprinzip unterteilen. Im Falle einer Verwendung von Fluoreszenzfarbstoffen wird eine Bestrahlung mit UV-Licht, z. B. auf einem Transilluminator (UV-Leuchttisch), so kurz wie nötig gehalten, da die Bestrahlung unter anderem zur Bildung von Thymindimeren oder Strangbrüchen führen kann. Die durch UV-Licht beschädigten Nukleinsäuren können teilweise nachfolgende Reaktionen hemmen. Bei der Verwendung von nichtfluoreszierenden Farbstoffen wie Methylenblau oder Kristallviolett erfolgt das Herausschneiden ohne UV-Transilluminator unter Tageslicht. Bei Verwendung eines Kristallviolett-gefärbten Gels sollte im Probenpuffer kein Bromphenolblau oder Xylencyanolblau enthalten sein, da die elektrophoretische Trennung unter einer Wechselwirkung dieser Farbstoffe leidet.

### Extraktion
Agarosegele können durch Zugabe von einem Puffer mit Chaotropen und eine Erwärmung auf etwa 55 °C aufgelöst werden. Die chaotropen Salze denaturieren die Proteine und lösen die Agarose-Gelmatrix auf und halten sie in Lösung. Als Chaotrop wird meistens Natriumiodid verwendet. In der vorangehenden Agarosegelelektrophorese und im Gel sollte für eine chemische Gelextraktion kein TBE-Puffer verwendet werden, da das enthaltene Borat die chaotrope Wirkung des Natriumiodids mindert. Das aufgelöste Gel wird anschließend in einer DNA-Extraktion eingesetzt, um die enthaltene DNA zu isolieren.
In der Massenspektrometrie werden nach einem In-Gel-Verdau die gespaltenen Proteinfragmente aus Polyacrylamidgelen extrahiert, z. B. mit einem Ammoniumhydrogencarbonat-Puffer oder mit einer Lösung von Ameisensäure, Acetonitril und teilweise auch Isopropanol.

### Gefrieren
Das Gelstück wird bei −20 °C eingefroren. Anschließend wird das Gelstück in ein Stück Kunststofffolie (meistens Parafilm) eingefaltet. Durch Quetschen des gefrorenen Gelstücks in der Folie wird das Gel durch die enthaltenen Eiskristalle zerkleinert. Die daraus freigesetzte Flüssigkeit mit dem zu untersuchenden Molekül wird anschließend in ein neues Reaktionsgefäß überführt. Daher wird die Methode auch als Freeze and Squeeze (engl. für ‚Frieren und Quetschen‘) bezeichnet. Zur Vermeidung einer unerwünschten Verschleppung von Gelresten wird gegebenenfalls die Lösung bis zu 30 Sekunden zentrifugiert und die überstehende Lösung in ein neues Reaktionsgefäß überführt. Die Lösung wird anschließend zur Ethanolfällung eingesetzt, um die enthaltene DNA zu isolieren.

### Elektroelution

Elektroelution

Die Elektroelution erfolgt in einer Gelelutions-Elektrophoresekammer unter Anlegen einer Spannung. Zu diesem Zweck werden die Gelstücke mit einem kleinen Volumen des Elektrophoresepuffers in einen Dialyseschlauch überführt. Alternativ kommen Apparaturen verschiedener Hersteller zur Anwendung. Ebenso wie geladene Moleküle während einer Gelelektrophorese in ein Gel einwandern, können sie aus dem Gel auch in eine Lösung herauswandern.